# 81 a.C.
L'81 a.C. (LXXXI a.C. in numeri romani) è un anno  del I secolo a.C.

## Eventi
- A Roma Lucio Cornelio Silla assume la carica di dictator sine die (dittatore a vita)

## Nati
- Lucio Antonio, militare e politico romano († 39 a.C.)